# Uzdîțea, Hluhiv
Uzdîțea (în ucraineană Уздиця) este localitatea de reședință a comunei Uzdîțea din raionul Hluhiv, regiunea Sumî, Ucraina.

## Demografie
Componența lingvistică a localității Uzdîțea
     Ucraineană (98,54%)
     Rusă (1,46%)
Conform recensământului din 2001, majoritatea populației localității Uzdîțea era vorbitoare de ucraineană (98,54%), existând în minoritate și vorbitori de rusă (1,46%).